# Кордура
Кордура (Cordura® — зареєстрована торгова марка сертифікованого нейлону від фірми Invista) — товста нейлонова тканина з особливою структурою нитки, з водовідштовхувальним просоченням і з поліуретановим покриттям. Спочатку призначалася для армії, широко використовується при виготовленні рюкзаків, туристичного та військового спорядження.
Розроблена і зареєстрована компанією DuPont в 1929 році.
Тканина обробляється в кілька прийомів, завдяки чому покриття виходить якісним і довго тримається. Крім того, іноді в нитку додається до 10% бавовни, що дозволяє збільшити стійкість тканини до стирання.
Тканина недешева і досить важка, проте міцна і надійна.